# Taniec sportowy
Taniec sportowy – połączenie tańca nowoczesnego i dyskotekowego z akrobatyką sportową oraz gimnastyką artystyczną.